# Yénifer Giménez
Yénifer Yúliet Giménez Gamboa (Barquisimeto, 3 de mayo de 1996) es una futbolista profesional venezolana que juega como defensa central en el club Villarreal CF de la Primera División española y en la selección nacional femenina de Venezuela.

## Selección nacional
Giménez representó a Venezuela en el Campeonato Sudamericano Femenino Sub-20 2015 y en la Copa Mundial Femenina Sub-20 de la FIFA 2016. En la categoría absoluta, disputó dos ediciones de la Copa América Femenina (2014 y 2018) y dos ediciones de los Juegos Centroamericanos y del Caribe (2014 y 2018).